# برافينوات بونيونغ
برافينوات بونيونغ (بالتايلندية: ประวีณวัช บุญยงค์)‏ (13 فبراير 1990 في تايلاند - ) هو لاعب كرة قدم تايلندي في مركزي قلب الدفاع والدفاع. شارك مع منتخب تايلاند تحت 23 سنة لكرة القدم ومنتخب تايلاند لكرة القدم. أما مع النوادي، فقد لعب مع نادي باثوم يونايتد وChainat Hornbill F.C. ‏.

## وصلات خارجية
- برافينوات بونيونغ على موقع قاعدة بيانات كرة القدم.إي يو (الإنجليزية)
- برافينوات بونيونغ على موقع ناشيونال فوتبول تيمز (الإنجليزية)
- برافينوات بونيونغ على موقع Soccerway.com (الإنجليزية)
- برافينوات بونيونغ على موقع عالم كرة القدم.نت (الإنجليزية)